# Serra d'Alfaro
La Serra d'Alfaro és una alineació muntanyenca situada entre les comarques del Comtat i la Marina Alta, al País Valencià.
Ocupa els termes municipals de Fageca i Famorca al sud; de Tollos, al nord; el sector est recau a Castell de Castells. El seu cim més alt és homònim a la serra, i arriba fins als 1.165 metres, al terme de Tollos.